# Жонас Савімбі
Жонас Мальєйру Савімбі (порт. Jonas Malheiro Savimbi; 3 серпня 1934, Біє — 22 лютого 2002, Мошико) — ангольський політичний і військовий діяч, партизанський лідер, засновник повстанського руху та політичної партії УНІТА. Лідер УНІТА з 13 березня 1966 року до 22 лютого 2002 року. Активний учасник ангольської війни за незалежність і громадянської війни. Кандидат в президенти Анголи на виборах 1992 року. Видатний діяч «холодної війни» і світового антикомуністичного руху.

## У масовій культурі
З'являється як ігровий персонаж у першій місії гри Call of Duty: Black Ops II. Алекс Мейсон разом із армією Савімбі та самим Жонасем бореться з МПЛА. Після знищення противника в полі Савімбі інформує протагоніста про місцезнаходження Френка Вудса, попереджаючи, що рятувати його — небезпечна справа. Проте герої вирушають рятувати товариша. Наприкінці місії, коли Мейсон і Хадсон забрали Вудса, залишивши позаду хвіст переслідування, особисто прилітає на гелікоптері Мі-24 і рятує героїв.
Сім'я реального Жонаса Савімбі засудила розробників гри на мільйон євро за те, що його зобразили як «варвара» та «божевільного», одержимого вбивствами. Activision стверджують, що вони зобразили його «політичним лідером і стратегом». Позов було відхилено судом Франції.

### Статті та виступи Савімбі
- Jonas Savimbi, "The War against Soviet Colonialism: The Strategy and Tactics of Anti-Communist Resistance", in Policy Review, issue 35 (winter 1986), pp. 18-24.(англ.)
- Jonas Savimbi, "The Coming Wings of Democracy in Angola", in The Heritage Lectures, issue 217 (1989), 4 pp.(англ.)

### Про нього
- Андрей Поляков. Жонаш Мальейру Савимби — смерть вечного партизана [некролог] // «Эхо планеты». — 25 февраля 2002.(рос.)
- Андрей Токарев. «Чёрный петух» Анголы // «Азия и Африка сегодня» (Москва). — 2002. — №5.(рос.)
- Fred Bridgland, Jonas Savimbi: A Key to Africa, Mainstream, 1987, 272 pp.(англ.)
- Victoria Brittain, "Jonas Savimbi: Angolan nationalist whose ambition kept his country at war" [некролог], in The Guardian, 25 February, 2002.(англ.)
- Jeremy Harding, "The Late Jonas Savimbi" [некролог], in London Review of Books, Vol. 24 No. 6, 21 March 2002, pp. 34-35.(англ.)
- Michael T. Kaufman, "Jonas Savimbi, 67, Rebel of Charisma and Tenacity" [некролог], in The New York Times, February 23, 2002.(англ.)
- "Jonas Malheiro Savimbi, a despoiler of Angola, died on February 22nd, aged 67" [некролог], in The Economist, 26 February, 2002.(англ.)